# Aurora Campagna
Aurora Campagna (Savona, 4 agosto 1998) è una lottatrice italiana, specializzata nella lotta libera.

## Carriera
Aurora Campagna ha iniziato a praticare la lotta libera tra i sette o gli otto anni di età, provenendo in precedenza dal nuoto sincronizzato che ha dovuto abbandonare a causa di un'otite.
Reduce dalla sua prima vittoria ai campionati italiani assoluti, nel 2018 ha disputato a Kaspijsk, in Russia, i suoi primi campionati europei terminando nona nella categoria dei 62 kg; lo stesso anno ottenuto pure il terzo posto ai Mondiali juniores che si sono svolti a Trnava.
Agli Europei di Bucarest 2019 ha vinto la medaglia d'argento nei 62 kg, perdendo in finale contro la campionessa mondiale ed europea uscente Tajbe Jusein.

## Palmarès
- Europei

Bucarest 2019: argento nei 62 kg.